# Rodin Traicu
Rodin Traicu (n. 4 octombrie 1956) este un inginer român, deputat social-democrat în Parlamentul României, ales în legislatura 2012-2016.
Începând cu luna mai a anului 2012, ocupă funcția de secretar de stat în Ministerul Economiei Comerțului și Mediului de Afaceri, având în sarcină coordonarea sectoarelor energetic, resurse minerale, industrie de apărare, relația cu parlamentul, relația cu sindicatele.

## Studii
În anul 1982 a absolvit Facultatea de Mecanică a Universității „Politehnica” din Timișoara, specialitatea Mașini Termice. Este doctor inginer din anul 2001 cu teza Sistem de mentenanță predictiv la agregatele energetice de bază (cazan-turbină) cu aplicație la cazanul de 420 t/h și turbina de 50 MW.

## Cărți publicate
- Instalații energetice din industria chimică, petrochimică și nucleară : materiale, calculul elementelor constructive, avarii, (2007)
- Procese  de  separare  a  apei  grele,  coautor, (2002)